# Air & Style
Air & Style war eines der größten Freestyle-Snowboard-Festivals in Europa. Es wurde von 1994 bis 2019 jährlich ausgetragen und galt als erster Wettbewerb, der seinen Schwerpunkt auf den sogenannten Straight Jump (Big Air) gelegt hat. Erfinder und Organisator der Veranstaltung ist Andrew Hourmont mit der Firma Air & Style Company (rechtlich: Agentur für Sport-Musik-Lifestyle GmbH) in Innsbruck, Österreich, die sich seit 2014 im Mehrheitsbesitz vom zweifachen Air & Style Sieger Shaun White befindet.

## Snowboard Contest

### Geschichte

#### Entstehung
1993 arbeitete Andrew Hourmont noch als Snowboard-Photograph und animierte im Zuge eines Filmprojekts mehrere professionelle Fahrer, an einem kleinen Contest im Innsbrucker Bergisel-Stadion teilzunehmen. Mit knappen Sponsorgeldern und Hoffnung auf ein paar Snowboardfans (500 erwartet) fand der 1. Air & Style Contest am 17. Januar 1994 statt und übertraf mit ca. 5000 zahlenden Besuchern alle Erwartungen der Veranstalter. In der Geschichte des Freestyle-Snowboardens gilt der Air & Style Contest als erster seiner Art, bei welchem der Straight Jump im Vordergrund stand. Der Contest war mit 10.000 US-Dollar dotiert und wurde von Reto Lamm mit einem Frontflip als Siegessprung gewonnen.

#### Entwicklung
Noch im selben Jahr (1994) organisierte Andrew Hourmont nach massiver Aufstockung des Budgets den 2. Air & Style Contest am 19. Dezember 1994, dieser wurde bereits von MTV aufgezeichnet bzw. vom Snowboarder Magazine mitverfolgt und -gesponsert. Das Preisgeld hatte sich mit 20.000 US-Dollar ebenso wie die Zahl der Besucher (10.000) verdoppelt. Ingemar Backman gewann diesen Wettbewerb und in diesem Jahr fand auch die erste Aftershow-Party in Innsbruck statt.
1995 begann der Air & Style Contest zu boomen. Nicht nur das Können und die technische Entwicklung der Fahrer wuchs seit dem ersten Bewerb rapide an, auch das Preisgeld von 50.000 US-Dollar und zwei angesagte Bands der Zeit (H-Blockx, Clawfinger) ließen den Contest zu einem Standard in der Snowboard-Kultur werden. Den Gewinn konnte sich der Norweger Terje Håkonsen mit einem Stiff 360° sichern, obwohl er die Jury demonstrativ kritisierte.
Eine neue Schanzenkonstruktion hob 1996 die Anforderungen an die Fahrer auf eine höhere Stufe. Der Sprung wurde mit einer Quarterpipe am Ende erweitert und zudem erlebte das Festival ein prominentes Aufgebot an musikalischer Unterstützung (Bush, Ugly Kid Joe, Massive Attack), einen neuen Höchstwert an Preisgeld (75.000 US-Dollar plus eine KTM Motocross Maschine) und eine Rekordzahl von über 25.000 Besuchern.
Der Air & Style Contest wurde ab 1997 erstmals von MTV und anderen Sendern live übertragen, konnte Bands wie Faith No More und Bad Religion verpflichten und wuchs massiv in seinen Dimensionen. Mit einem Preisgeld von 100.000 US-Dollar (und einer Harley-Davidson) wurde auch international ein neuer Rekord im Snowboard-Bereich aufgestellt. Auch in diesem Jahr übertraf die Besucherzahl weit die 25.000er-Marke.
Die Sponsoren erlaubten 1998 einen weiteren Ausbau des Events, welcher mittlerweile zu einem etablierten Standard in der Snowboard-Freestyle-Profiszene herangewachsen war und als Sprungbrett zu großen Karrieren gewertet wurde. Unter anderem auch das Preisgeld von 150.000 US-Dollar (sowie ein Audi A3 Quattro) machten den Contest zu einem gefeierten Szeneevent und lockten noch mehr Besucher als die Veranstaltung im Vorjahr an.

#### Massenpanik 1999
Für die Veranstaltung am 4. Dezember 1999 gab die Air-&-Style-Webseite 45.000 Besucher und mehr an. Die tatsächliche Besucherzahl betrug rund 22.000. Aufgrund der mangelhaften Sicherheitsvorkehrungen der Veranstalter und der vollkommen überlasteten Logistik und Infrastruktur der Bergisel-Arena kam es nach Ende der Veranstaltung zu einem Menschenansturm, dem die Ausgänge und Absperrungen nicht standhalten konnten. Daher kam es zu dichtem Gedränge, in welchem teilweise der Druck der Menschen derart stark war, dass fünf Menschen infolge von Quetschungen ums Leben kamen und weitere fünf jugendliche Zuschauer zu Pflegefällen wurden, von denen einer vier Jahre danach an den Folgen des Unglücks verstarb.
In der Klageschrift des anschließenden Verfahrens wurde angeführt, dass
„…. sowohl das Veranstaltungsamt als auch die Stadtgemeinde Innsbruck zumindest seit 1995 gewusst hätten, dass das Bergisel-Stadion als Betriebsanlage für Großveranstaltungen eine sehr problematische, teilweise auch ungeeignete Betriebsanlage ist“.
Der Richter stellte in seiner Urteilsbegründung knapp drei Jahre nach dem Unglück fest, dass das Land Tirol und die Stadt Innsbruck die Veranstaltung hätten absagen müssen. Wegen dieser Pflichtversäumnis wurden diese dazu verurteilt, für die entstandenen Schäden aufzukommen.
Aus sportlicher Sicht wurde der 7. Air & Style Contest erstmals von einem Österreicher (Stefan Gimpl) gewonnen, welcher einen Großteil des Preisgeldes von 200.000 US-Dollar (+ ein Audi A3 Quattro) bekam. Außerdem nahmen an diesem Contest auch erstmals weibliche Snowboarder teil.
Die Stadt Innsbruck, welche den Air & Style Contest immer schon kaum unterstützt hatte, erlaubte keine weiteren Veranstaltungen, außerdem wurde der Bergisel daraufhin in Bezug auf Sicherheit saniert. In Folge musste der Contest einen neuen Austragungsort finden und unterschrieb im nahegelegenen Ort Seefeld in Tirol einen 5-Jahres-Vertrag.

#### Umzug nach Seefeld
Am 9. Dezember 2000 fand in der Casino Arena Seefeld der 8. Air & Style Contest statt. Er war mit 250.000 US-Dollar (und einem Audi A3 Quattro) die bisher höchstdotierte Sportveranstaltung in der Air-&-Style-Geschichte und wurde überraschenderweise erneut von Stefan Gimpl gewonnen. Der stets wachsende Mainstream-Charakter der Veranstaltung wird von nun an auch in vielen Punkten von entsprechenden Instanzen gesteuert und versucht, eine stets breitere Masse anzusprechen.
2001, nach Gimpls drittem Sieg in Folge (mit prinzipiell demselben Sprung, dem Cab 1080), änderte sich dann im Folgejahr 2002 das Konzept der Rampen, welche nach dem Straight Jump angesteuert werden und Zusatzpunkte bringen können. Funpark Elemente (Rails, Ramps, Quarterpipes) waren eine kreative Erweiterung für die Teilnehmer. Der damals 16-jährige Shaun White ließ beim 10. Air & Style Contest erstmals aufhorchen und belegte Platz 2 hinter David Benedek.
2003 und 2004 gewann das Snowboard-Wunderkind Shaun White, der außergewöhnliche Demonstrationen seines Könnens zeigte. Ebenso wurden Motocross-Shows integriert und weiterentwickelt, wie beim ausverkauften finalen Event 2004 eindrucksvoll unter Beweis gestellt wurde, als der erste jemals auf Schnee gesprungene Backflip auf dem Motorrad gestanden wurde.

#### Umzug nach München
Seefeld verlängerte den Vertrag nicht und so musste der Air & Style Contest wieder wandern. Mit dem Olympiastadion in München fand die Veranstaltung einen neuen Partner und unterzeichnete einen Fünf-Jahres-Vertrag. Am 3. Dezember 2005 fanden dort die ersten Air & Style Games statt und das Rahmenkonzept des Bewerbs wurde mit der Disziplin Freestyle Motocross erweitert. Zwar fanden bereits diverse Vorstellungen auf dem Motorrad bei früheren Air & Style Veranstaltungen statt, jedoch wurde es nun als Wettbewerb geführt.
2006 wurde der Wettbewerb um die Snowboard Rookie Challenge erweitert. 10 Neulinge unterschiedlicher Nationen treten in einem halbstündigen Wettkampf gegeneinander an. Der Gewinner erhält eine Starterlaubnis unter den besten 16 Teilnehmern bei der nächsten Veranstaltung. Freestyle-Motocross wurde am 15. Nokia Air & Style Contest im Jahr 2007 durch Freestyle Snowmobile Cross als neue Disziplin ersetzt. Fahrer aus verschiedenen Nationen sprangen mit einem Snowmobile über eine Schanze und führten diverse artistische Manöver in der Luft durch, die im Anschluss von einer Jury bewertet wurden. Die Veranstaltung war mit 28.000 zahlenden Besuchern der bisher erfolgreichste Air & Style in München.

#### Spaltung/Rückkehr nach Innsbruck
Die Stadtverwaltung Innsbruck teilte am 15. Februar 2007 mit, dass sie eine Rückkehr der Veranstaltung in den Bergisel aus mehreren Gründen nun sehr begrüßen würde. Anfang März des Jahres 2007 begannen die ersten Verhandlungen und am 2. Februar 2008 fand in Innsbruck die erste Quarterpipe-Austragung statt. Um den Reizfaktor zu erhöhen, wurde die bisher größte Quarterpipe gebaut, die je einem Bewerb als Grundlage diente. Vor allem sollte damit auch der Höhenrekord von 9,8 m, welchen Terje Håkonsen hält, gebrochen werden. Dies konnte nicht erreicht werden, jedoch wurde der Wettbewerb von Kevin Pearce gewonnen, welcher auch den Big-Air-Wettbewerb in München für sich entschieden hat und damit der erste Fahrer ist, welcher zwei Air & Style Wettbewerbe in einer Saison gewonnen hat. Aus Vorsicht vor einem erneuten Unglück wurden für die erste neue Veranstaltung in Innsbruck 12.000 Zuseher zugelassen, das Stadion war restlos ausverkauft. Am 5. Dezember 2009 wurde genau 10 Jahre nach dem Unglück von 1999 wieder ein Straight-Jump-Bewerb ausgetragen, welchem für zukünftige Veranstaltungen der Quarterpipe Bewerb voraussichtlich weichen muss.

#### Erweiterung
Im Jahr 2010 bestätigte die Air & Style Company einen Straight Jump Bewerb in Peking, welcher am 4. Dezember ausgetragen wird und unter anderem von Shaun White präsentiert wird. Ebenso wurde für München mit dem 12. Februar 2011 ein weiterer Termin festgesetzt. Da auch eine Austragung in Innsbruck stattfinden wird, ist dies die erste Saison mit drei Veranstaltungen, jede davon wird als 6-Star-TTR-Event eingestuft und macht den Air & Style somit zu einer der einflussreichsten Snowboard-Bewerbsserie weltweit. Nachdem der Bewerb am 8. Dezember 2012 wieder in Beijing zu Gast war, findet der Bewerb am 1. und 2. Februar 2013 wieder am Bergisel in Innsbruck statt. Es wird sowohl eine Jam-Session als auch eine Burn-Style-Session ausgetragen werden.

#### Politisches
Bis zur Auflösung 2002 flossen die gewonnenen Punkte des Fahrers in die ISF Wertung ein, seit der Gründung der TTR World Snowboard Tour kurz darauf werden die Punkte in jener offiziellen Snowboard Weltrangliste angerechnet. Der Air & Style Big Air ist eine sogenannte 6-Stern-TTR-Veranstaltung und damit eine der wichtigsten auf der World Tour mit 1000 Weltranglistenpunkten für den Gewinner.
Des Weiteren hat Andrew Hourmont angekündigt, die Veranstaltung zu einer Serie zu machen, welche Städte wie Paris und London beinhalten soll. München bleibt vorläufig bestehen, ein Vertrag, welcher noch vier weitere Austragungen festhält, ist hierfür unterzeichnet, weshalb die Straight-Jump-Austragung vorerst in München bleibt. Am 2. Februar 2008 startete der erste Quarterpipe Wettbewerb in Innsbruck, welcher bereits im ersten Jahr seines Bestehens als 5-Stern-TTR-Bewerb eingestuft wurde. Beim zweiten Air & Style Quarterpipe Wettbewerb am 31. Januar 2009 wird die Veranstaltung bereits als 6-Stern-TTR-Bewerb geführt. Die Veranstaltung war bereits knapp zwei Wochen vor Beginn restlos ausverkauft.
Aufgrund eines kurzfristigen Ausstiegs des Hauptsponsors im Sommer 2008 konnte die Straight-Jump-Veranstaltung in München im selben Jahr nicht mehr finanziert werden und musste daher abgesagt werden. Im Frühjahr 2009 teilte die Air & Style Company mit, dass der Event wie angekündigt zu einer Serie wird und in Innsbruck, München und Moskau ausgetragen werden soll. Statt Moskau wurde dann jedoch im Sommer 2010 Beijing bestätigt und auch noch im gleichen Jahr ausgetragen.
Am 13. Januar 2014 wurde bekannt, dass der Snowboard-Profi und zweifache Olympiasieger Shaun White der neue Mehrheitseigentümer der Air & Style Company ist. Gründer Andrew Hourmont bleibt Europa-Geschäftsführer. White konnte den Contest 2003 und 2004 für sich entscheiden.

#### Ende
Im Jahr 2019 fand die 25. und bislang letzte Ausgabe des Air & Style in Peking statt, nachdem die Veranstaltungsreihe mit den Jahren an Attraktivität eingebüßt hatte. Im Jahr 2024 wurden Pläne über eine Neuauflage am Bergisel im Winter 2025/2026 bekannt.

## Skateboard Contest

### Geschichte
Zwischen 1999 und 2001 wurden auch Wettbewerbe im Skateboarding ausgetragen, bei dem Größen wie Tony Hawk, Andy MacDonald, Sandro Dias und Sergie Ventura anwesend waren.
Geplant war ursprünglich, den Air & Style Skate Contest zu einer ähnlichen Größe im Skateboard-Bereich zu etablieren, wie es sein großer Bruder im Snowboard-Bereich geschafft hat. Aufgrund verschiedenster Faktoren musste dieses Projekt vorerst auf Eis gelegt werden.

## Veröffentlichungen/Releases
Im Laufe der Jahre wurden auch mehrere offizielle Videos und 9 Musik-Compilations zu dem Event veröffentlicht, die sich vor allem um die aufgetretenen Bands und sonstige bekannte Artists im Snowboard-Genre drehten.

### CDs
- 1996 – Air & Style – The Ultimate Snowboard Compilation Volume 1 (mit Cypress Hill, Skunk Anansie, Biohazard, Korn, The Bates, Bad Religion, H-Blockx usw.)
- 1997 – Air & Style – The Ultimate Snowboard Compilation Volume 2 (mit (hed)p.e., Faith No More, Massive Attack, Mind Bomb, Steakknife, Bad Religion, Placebo usw.)
- 1998 – Air & Style – The Ultimate Snowboard Compilation Volume 3 (mit Cypress Hill, Keilerkopf, Freundeskreis, Such a Surge, Freestylers, Sven Väth, Apollo 440 usw.)
- 1999 – Air & Style – The Ultimate Snowboard Compilation Volume 4 (mit Mos Def, Fatboy Slim, Jamiroquai, Korn, Bad Religion, Cypress Hill, Silverchair usw.)
- 2000 – Air & Style – The Ultimate Snowboard Compilation Volume 5 (mit Placebo, NOFX, Millencolin, Donots, Guano Apes, Disturbed usw.)
- 2000 – Air & Style – The Ultimate Snowboard Compilation Volume 6 (mit Total Chaos, 4Lyn, Wheatus, KRS One, Samy Deluxe, Clawfinger, Gorillaz usw.)
- 2002 – Air & Style – The Ultimate Snowboard Compilation Volume 7 (mit Sportfreunde Stiller, Beatsteaks, Echophonic, Naca 7, Ready Made, Ash usw.)
- 2003 – Air & Style – The Ultimate Snowboard Compilation Volume 8 (mit Sportfreunde Stiller, Die Happy, 3 Feet Smaller, The Wohlstandskinder usw.)
- 2004 – Air & Style – The Ultimate Snowboard Compilation Volume 9 (mit Die fantastischen Vier, Sportfreunde Stiller, The Hives, Vanilla Sky, Naca7 usw.)

### Videos/DVDs
- 2004 – Air & Style History 1993–2004